# Генрик Мельцер-Щавіньський
Генрик Мельцер-Щавінський (Henryk Melcer-Szczawiński, 21 вересня 1869, Каліш — 28 квітня 1928, Варшава) — польський композитор, піаніст, диригент і музичний педагог.

## Біографія
Закінчив Варшавську консерваторію (клас фортепіано Рудольфа Штробля і клас композиції Зиґмунта Носковського) і Варшавський університет як математик, в 1892—1894 рр. удосконалював свою майстерність під керівництвом Теодора Лешетицького у Відні. У 1895 р в Берліні на конкурсі імені Антона Рубінштейна отримав першу премію як композитор. Викладав в консерваторіях Гельсінгфорса (1896), Львова (1896—1899), Лодзі (1899—1903), Відня (1903—1906), Варшави (1918—1927, з 1922 директор) — його учнями в різний час були Селім Пальмґрен , Мечислав Хоршовський, Олександр Тансман. У 1908—1909 рр. очолював Варшавський філармонічний оркестр. У 1921 був одним з організаторів першого з'їзду музикантів незалежної Польщі.
Серед творів — симфонія, опера «Марія» (1904), музика до трагедії Станіслава Виспянського «Протесилай і Лаодамія» (1902), два фортепіанні концерти, фортепіанне тріо, скрипкова соната та ін.